# Замок Бельведер
За́мок Бельведе́р (англ. Belvedere Castle) — архитектурный каприз на территории Центрального парка в Нью-Йорке, центр помощи посетителям и смотровая площадка. Образец викторианской архитектуры — популярного западноевропейского направления XIX века, в котором сочетаются нормандский, неоготический и неомавританский стили. Построен в 1869 году по проекту архитектора Калверта Вокса. Строение находится в центральной части парка к северу от 79-й улицы, на гребне скалы Vista Rock. Основной строительный материал — местный кристаллический сланец.

## История
Идея небольшой смотровой башни на скале Vista Rock была предложена Фредериком Олмстедом и Калвертом Воксом в проекте «Greensward» в 1858 году, однако к её реализации удалось приступить лишь с окончанием гражданской войны. После 1865 года Калверт Вокс и его помощник Джейкоб Моулд спроектировали несколько архитектурных объектов Центрального парка, в том числе миниатюрный замок на месте противопожарной каланчи. По замыслу авторов, строение должно было быть видно посетителям парадной аллеи и террасы, и вознаграждать тех из них, кто решит перебраться на другой берег озера и исследовать до конца тропы лесистого пригорка Ramble. С высоты башни открывался вид не только на пригорок, но также на водохранилище акведука Кротон, снабжавшее жителей Нью-Йорка пресной водой. В 30-е годы XX века этот водосборник был разрушен, на его месте оборудована широкая лужайка Great Lawn и пруд Turtle Pond.
Замок изначально выполнял чисто декоративную роль, предоставляя красивые виды с высоты трёх своих террас и смотровой башни; в помещении отсутствовали оконные рамы и двери. В 1919 году в нём расположилась метеостанция, а после её переезда в 1967 году в Рокфеллеровский центр здание долгое время пустовало, было закрыто для посетителей и подвергалось вандализму. В начале 1980-х годов, когда управление парком перешло в руки частной некоммерческой компании Central Park Conservancy, здание было реконструировано и вновь открылось 1 мая 1983 года. С этого момента оно официально называется «Обзорная площадка живой природы имени Генри Люса» (англ. Henry Luce Nature Observatory). В помещениях замка можно познакомиться с инструментами натуралистов, методами наблюдения и изучения живой природы. Здесь же открыт один из четырёх центров помощи посетителям Центрального парка (англ. Visitor Center) и магазин сувениров.
Экстерьеры замка можно встретить в кинофильмах и других художественных произведениях. Например, в нём авторы детского шоу «Улица Сезам» поселили одного из основных героев — Графа фон Знака.